# Neaera adunata
Neaera adunata är en tvåvingeart som beskrevs av Henry J. Reinhard 1961. Neaera adunata ingår i släktet Neaera och familjen parasitflugor. Inga underarter finns listade i Catalogue of Life.